# 이재집
이재집(李在輯)은 조선 말기의 선비이다. 자(字)는 사희(士熙), 호(號)는 거암(渠菴), 본관은 여강(驪江)이다.

## 생애
1848년 농재 이언괄의 9세손으로 출생했다. 아버지 이호상(李琥祥)이 9촌숙(血7촌숙) 이정락에게 입양되었다. 문행(文行)이 있었으며 눌연일고, 용재유고, 인와문집, 농은집 등 많은 문집의 서문과 발문을 지었으며 영남만인소(嶺南萬人疏)에도 참여하였다. 이외 서악서원중수기, 지산정기, 숭혜전김씨화수계서 등을 쓰기도 했다. 유저로 거암문집(渠菴文集)이 전한다. 묘는 명활산 사골에 유좌(酉坐)하여 있다. 배위는 둘인데 곡산한씨 인범(仁範)의 여식과 홍주(鴻周)의 여식이다.

## 가족
- 고조(高祖)
  - 통덕랑(通德郞) 이돈한(李敦漢)
- 생고조(生高祖)
  - 생원(生員) 이돈항(李敦恒)
- 증조(曾祖)
  - 이헌진(李憲鎭)
- 생증조(生曾祖)
  - 생원(生員) 이헌석(李憲錫)
- 조부(祖父)
  - 이정락(李鼎洛)
- 생조부(生祖父)
  - 통덕랑(通德郞) 이정열(李鼎說)
- 선고(先考)
  - 진사(進士) 이호상(李琥祥)

## 참고 문헌
- 여주이씨족보(驪州李氏族譜), 숭혜전김씨화수계고왕록(崇惠殿金氏花樹契考往錄), 거암문집(渠菴文集).